# Arbeiterausschuss
Mit Arbeiterausschuss (auch: Fabrikausschuss) wurde die erste Form der Arbeitervertretung in deutschen Fabriken und Bergwerken bezeichnet. Arbeiterausschüsse sind die historischen Vorläufer der Betriebsräte.
Die frühesten bekannten Beispiele freiwilliger Arbeiterausschüsse sind die von dem sächsischen Textilfabrikanten Carl Degenkolb, gemeinsam mit vier anderen Kattundruckunternehmern, 1850 in Eilenburg eingerichteten Arbeiterausschüsse und der vom Berliner Jalousienfabrikanten und Mitbegründer der Gesellschaft für Soziale Reform, Heinrich Freese, in seiner Fabrik 1884 eingeführte Arbeiterausschuss mit teilweise gewählten, teilweise ernannten Mitgliedern.
Erste gesetzliche Arbeiterausschüsse entstanden in Bergwerken Bayerns (1900) und Preußens (1905).
Während des Ersten Weltkriegs machte das Gesetz über den vaterländischen Hilfsdienst von 1916 Arbeiterausschüsse für alle kriegswichtigen Betriebe ab 50 Beschäftigten obligatorisch. Ihre erweiterten Funktionen übernahmen ab 1920 die nach dem Betriebsrätegesetz gebildeten Betriebsräte.